# Densidade numérica
Densidade numérica (símbolo: n or ρN) é uma quantidade intensiva usada para descrever o grau de concentração de objetos contáveis (partículas, moléculas, fônons, células, galáxias, etc.) no espaço físico: densidade numérica volumétrica tridimensional, densidade numérica de área bidimensional ou densidade numérica linear unidimensional. A densidade populacional é um exemplo de densidade numérica de área. O termo concentração numérica (símbolo: n minúsculo ou C, para evitar confusão com a quantidade de substância indicada por N maiúsculo) é às vezes usado na química para a mesma quantidade, principalmente quando comparado a outras concentrações.

## Definição
Densidade do número de volume é o número de objetos especificados por unidade de volume:
{\displaystyle n={\frac {N}{V}},}
onde N é o número total de objetos em um volume V.
Aqui assume-se que N é grande o suficiente para que o arredondamento da contagem para o número inteiro mais próximo não introduza muitos erros, no entanto, V é escolhido para ser pequeno o suficiente para que o n resultante não dependa muito do tamanho ou da forma do volume V.